# Schloss Lörrach
Das Schloss Lörrach, auch Lörracher Burg genannt, ist eine abgegangene Wasserburg in der Kernstadt der südbadischen Stadt Lörrach in Baden-Württemberg.

## Geschichte
Die Burg entstand wahrscheinlich durch den Ausbau eines Dinghofes der Herren von Rötteln zu Beginn des 13. Jahrhunderts. Nach ihr benannten sich die 1238 erstmals urkundlich erwähnten Herren von Lörrach. Bei diesen handelte es sich wahrscheinlich um Ministeriale der Herren von Rötteln, die in den Ritterstand erhoben wurden und die Burg bis ins 14. Jahrhundert zum Lehen hatten. Danach wurde die Wasserburg von Vögten der Markgrafen von Hachberg-Sausenberg verwaltet, bis sie 1430 als Lehen an die Herren von Wegenstetten kam. 1451 wurde der markgräfliche Landvogt Hans von Flachslanden damit belehnt. Spätere Lehensnehmer waren die Herren von Gebweiler und von Offenburg.
Die Burg wurde im Dreißigjährigen Krieg Ende 1638 zerstört und nicht wieder aufgebaut.
Es gab jedoch im Jahr 1695 Pläne, auf der Gemarkung der Burg Lörrach ein fürstliches Landhaus zu errichten, von welchem aus die Markgrafschaft hätte regiert werden können. Diese Pläne wurden nie realisiert und stattdessen begann der Markgraf 1698 mit dem Bau des Markgräflerhofes in Basel.
Im Jahr 1867 wurden die Reste im Hinblick auf die wachsende Stadt abgebrochen. Die Burg an sich befand sich hinter der heutigen Stadtkirche und in der Nähe des Meyerhofs. Namensgebend wirkt die ehemalige Burg für das Lörracher Kulturhaus Burghof Lörrach.

## Anlage
Die Burganlage bestand aus einem Wohnhaus mit Treppenturm. Der Hof war von einer Mauer mit einem Ecktürmchen eingefasst. Diese Anlage war von einem Graben umgeben, der vermutlich mit Wasser gefüllt war.